# Hering
Heringul (Clupea) este unul dintre peștii cei mai importanți pentru consum. Speciile mai importante sunt heringul din Atlantic (Clupea harengus) și heringul din Pacific (Clupea pallasii). În locurile din apropierea coastelor unde heringii își depun icrele au apărut așezări omenești, care cu timpul au devenit orașe comerciale importante. Deoarece până în secolul al XX-lea heringul era ieftin, a fost hrana de bază a populației sărace. Datorită pescuitului intensiv, azi populațiile de heringi sunt periclitate, ele reducându-se în mod considerabil.

## Răspândire
După cum îi spune și numele, heringul din Atlantic este răspândit în nordul Atlanticului, de la Golful Biscaya spre nord Marea Baltică până înspre insula Novaia Zemlia și Spitzberg. Spre vest, din sud-vestul Groenlandei până spre coastele statului Carolina de Sud. Heringul din Atlantic trăiește până la o adâncime de 360 m, în larg dar și în apropiere de coastă.

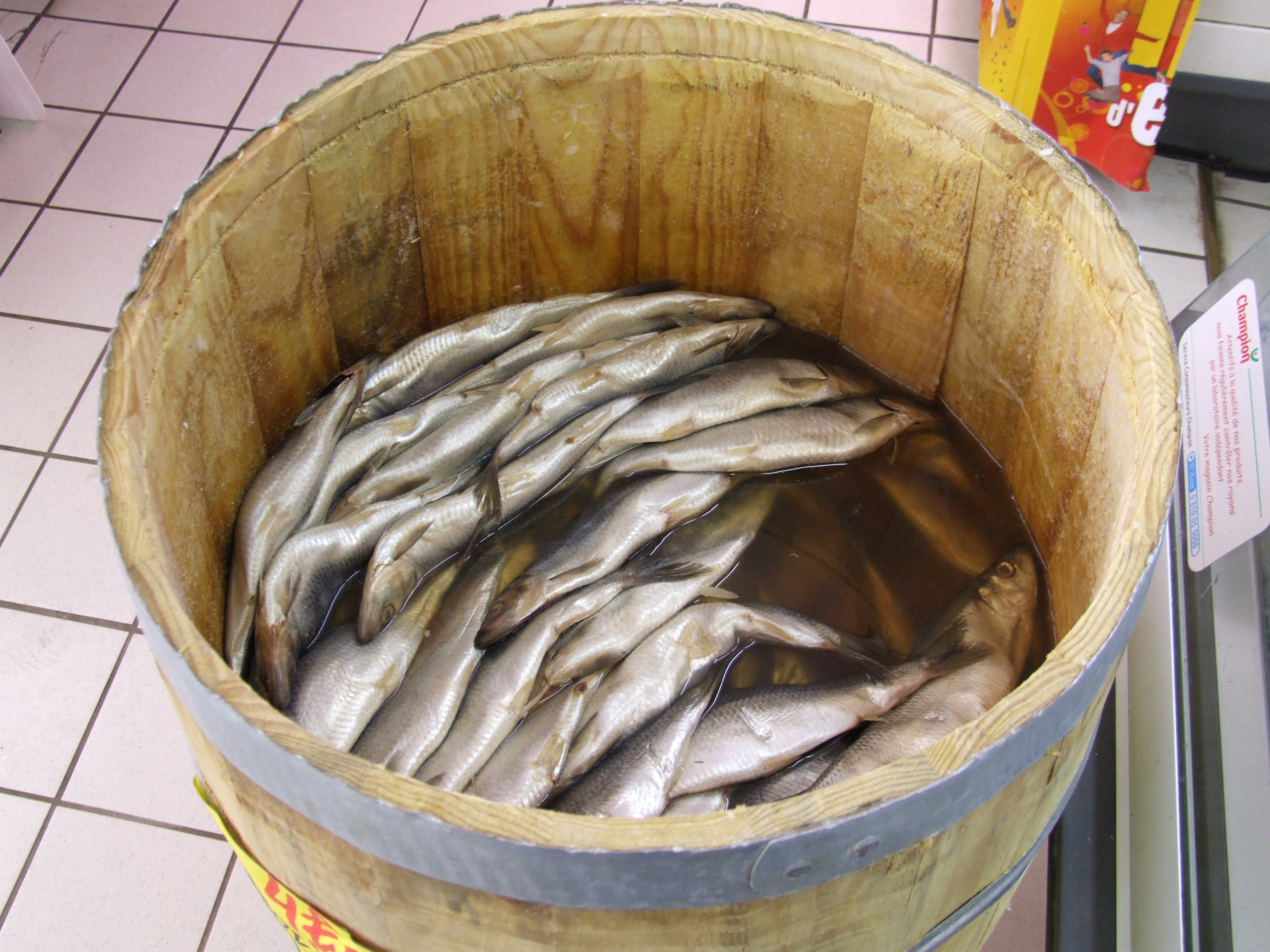
Clupea harengus

## Caractere morfologice
Este un pește cu un corp suplu alungit, corpul acoperit cu solzi putând să atingă lungimea de 45 cm și o greutate de 1 kg. Spatele este de culoare cenușie albăstruie - verzuie, care poate fi punctat. Abdomenul este de culoare argintie. Înotătoarele abdominale și codale sunt aproape transparente, pe când cele pectorale sunt de culoare închisă.

## Mod de viață
Heringul din Atlantic trăiește în bancuri mari, se hrănește cu plancton ca și crustacei mici, melci de mare sau puiet de pește. În timpul zilei rămâne în adâncime și numai noaptea se ridică la suprafața apei. Heringii produc anumite zgomote care probabil sunt o formă de comunicare a lor.

## Reproducere
Perioada împerecherii depinde de mărimea bancului și are loc în apropiere de coastă la o adâncime de 40 - 70 m, femelele depunând icrele de culoare albă care apoi sunt fecundate de masculi în apă. Icrele fecundate sunt lipicioase și se lasă la fund unde se lipesc de pietre sau plante. La temperatura de 9  °C eclozează puietul, care are o dimensiune între 7 și 9 mm. Fiind atras de lumină puietul urcă la suprafață unde se hrănește cu plancton, ajungând ca la vârsta de 3 - 7 ani să fie apt de reproducție. Un hering de Atlantic poate trăi peste 20 de ani.

## Boli

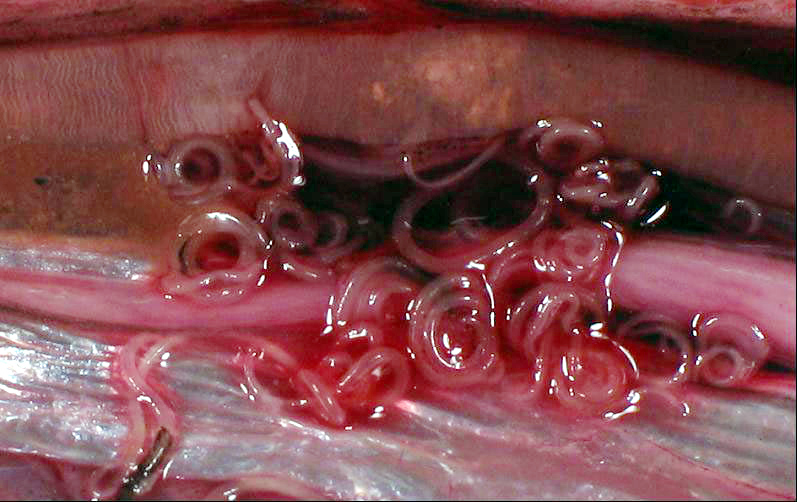
Larve Anisakide în corpul unui hering